# Youtenga (Nagréongo)
Pour les articles homonymes, voir Youtenga.
Youtenga est une localité située dans le département de Nagréongo de la province de l'Oubritenga dans la région Plateau-Central au Burkina Faso.

## Santé et éducation
Le centre de soins le plus proche de Youtenga est le centre de santé et de promotion sociale (CSPS) de Nagréongo tandis que le centre médical avec antenne chirurgicale (CMA) de la province se trouve à Ziniaré.
Le village possède un centre permanent d'alphabétisation et de formation (CPAF).